# جریان لومونسف

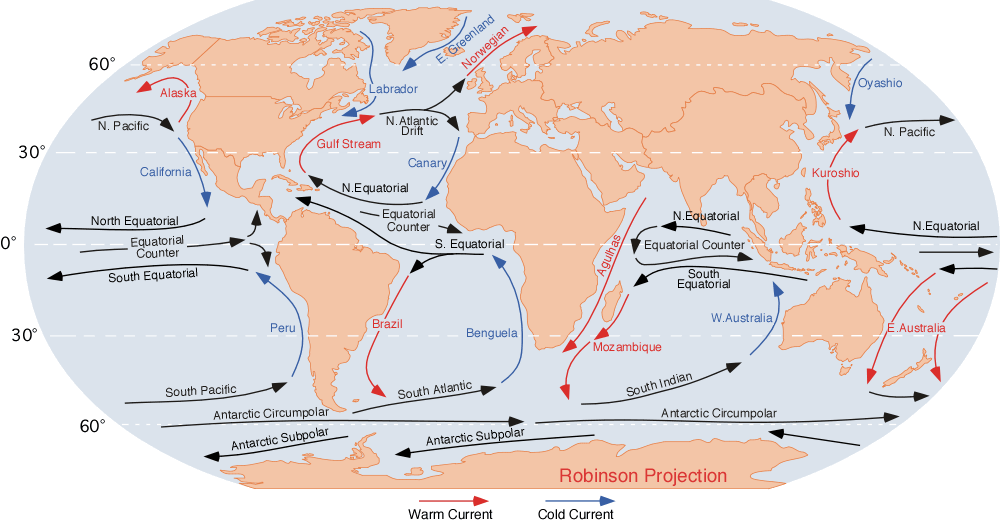
مسیر حرکت جریان لومونسف روی نقشه

جریان لومونسف (انگلیسی: Lomonosov Current) یک جریان اقیانوسی در اقیانوس اطلس است که در سال ۱۹۵۹ توسط میخاییل لومونسف پژوهشگر انستیتو هیدروفیزیک دریایی جمهوری سوسیالیستی شوروی اوکراین کشف شد و به‌نام او نام‌گذاری شده است.
عرض جریان لومونسف حدود ۲۰۰ متر و ضخامت آن حدود ۱۵۰ متر است. این جریان از نزدیکی ساحل برزیل در نزدیکی مدار ۵ درجه شمالی آغاز شده و با گذر از استوا در خلیج گینه به حدود مدار ۵ درجه جنوبی می‌رسد. سرعت این جریان از ۶۰ تا ۱۳۰ سانتی‌متر در ثانیه متغیر است. بیشترین سرعت جریان در ژرفای ۵۰ تا ۱۲۵ متری اندازه‌گیری شده است.